# Playa Linda
Playa Linda är en ort i Mexiko.   Den ligger i kommunen Tapachula och delstaten Chiapas, i den sydöstra delen av landet, 900 km sydost om huvudstaden Mexico City. Playa Linda ligger 9 meter över havet och antalet invånare är 457.
Terrängen runt Playa Linda är mycket platt. Havet är nära Playa Linda åt sydväst.  Närmaste större samhälle är Puerto Madero, 5,9 km nordväst om Playa Linda. 